# Арефьев, Константин Артемьевич
Константи́н Арте́мьевич Аре́фьев (12 [25] декабря 1915 года — 8 марта 1948 года) — активный участник партизанского движения на Украине в годы Великой Отечественной войны, командир партизанского отряда «За Победу», Герой Советского Союза (2.05.1945), лейтенант.

## Биография
Родился 12 (25) декабря 1915 года в городе Харькове в семье рабочего. Украинец. Член ВКП(б) с 1940 года. Окончил школу и железнодорожный техникум.
В 1937—1940 годах служил в Красной Армии. Затем работал заместителем начальника Киевского железнодорожного вокзала.
В начале Великой Отечественной войны по решению партийных органов был оставлен в тылу врага для подпольной работы. Но на сентябрь 1941 года занимал должность начальник штаба киевского бронепоезда «Литер А». Участвовал в обороне Киевского укрепрайона и в неудачных попытках 37-й армии (командующий генерал-майор А. А. Власов) прорваться из киевского окружения у Барышевки и Березани. С выходом бронепоезда из строя и общей потерей управления войск пристал к сводной боевой группе под личным командованием генерал-майора А. А. Власова. Арефьев вспоминает, что Власов до последнего старался держать дисциплину в этой группе и ежедневно собирал совещания командиров. До начала октября группа находилась в болотах на р. Трубеж приблизительно между сёлами Гланышев — Пристромы. С окончанием боёв в котле группа под командованием генерала Власова пошла на восток с целью выхода к своим.
Работавший в 1941—1942 годах дежурным по вокзалу на станции Белокоровичи, Константин Арефьев занимался организацией диверсионных групп и вёл агитационную работу среди словацких солдат, охранявших станцию. В ноябре 1942 года он привёл в партизанский отряд С. Ф. Маликова семерых словацких солдат с двумя пулемётами и пятью винтовками.
1 января 1943 года по приказу командования Житомирского партизанского соединения группа партизан, в которую входил К. А. Арефьев, обезоружила охрану железнодорожной станции Белокоровичи, уничтожила станционное оборудование, захватила станковый пулемёт, более 10-и винтовок, 100 ручных бомб, несколько тысяч патронов и прибыла в партизанский отряд «За Победу». В феврале 1943 года К. А. Арефьев был назначен командиром этого отряда, во главе которого провёл ряд диверсий на железной дороге Мозырь — Житомир.
11 августа 1943 года Арефьев с группой партизан подорвал железнодорожный мост через речку Ирша и разгромил охрану станции Турчинка. В ночь с 17 на 18 августа 1943 года партизанский отряд под его командованием разгромил гарнизон противника в городе Ушомир, где было уничтожено 213 солдат и офицеров противника, взяты значительные трофеи и запасы продовольствия, боеприпасов, обмундирования и коней. В ночь на 1 сентября 1943 года партизаны отряда Арефьева подорвали железнодорожный мост через речку Жерев вблизи станции Игнатполь. В результате этих двух операций главная железная дорога на протяжении Овруч — Коростень была выведена из строя на 17 дней, а на железной дороге Житомир — Коростень — на 39 дней.
В боях против немецко-фашистских оккупантов партизанский отряд под командованием К. А. Арефьева пустил под откос 25 эшелонов с живой силой противника, боевой техникой и боеприпасами, подорвал 24 железнодорожных и шоссейных моста, разгромил 8 вражеских гарнизонов. При этом было уничтожено около 1600 немецких солдат и офицеров.
В конце сентября 1943 года К. А. Арефьев был тяжело ранен. Его вывезли в госпиталь на «Большую землю».
Указом Президиума Верховного Совета СССР от 2 мая 1945 года Арефьеву Константину Артемьевичу присвоено звание Героя Советского Союза с вручением ордена Ленина и медали «Золотая Звезда» (№ 7496).

## Награды
- Медаль «Золотая Звезда» Героя Советского Союза (№ 7496)
- Орден Ленина
- Орден Красного Знамени
- Орден Красной Звезды
- Медаль «За победу над Германией в Великой Отечественной войне 1941—1945 гг.»

## Память
- Похоронен в Киеве на Байковом кладбище. Одна из улиц Киева в районе Осокорки носит его имя.